# Chiesa di San Rufo (Caserta)
La chiesa parrocchiale di San Rufo è il principale luogo di culto cattolico di Piedimonte, frazione storica di Caserta sulle pendici dei monti casertani, in diocesi di Caserta,  già erroneamente indicata come Piedimonte di Casolla.

## San Rufo martire di Capua
Tra i diversi Rufo e Rufino (nome da Rufo derivato) presenti come dedicatari di luoghi di culto in Italia, è ragionevole ritenere che il santo titolare della chiesa di Caserta sia Rufo, martire capuano ricordato nel calendario capuano il 27 agosto sin dal 12º secolo.

## Storia
La più antica notizia della chiesa ad oggi nota è nella bolla di Senne, arcivescovo di Capua, a delimitazione della diocesi di Caserta del 1113. 
La chiesa fu poi citata nel privilegio di papa Alessandro III del 1178. Comparve poi nelle decime degli anni 1308-1310 e 1326-1327. 
La prima citazione come parrocchia risale alle visite pastorali dei vescovi di Caserta nel 1610. A parte le scarne citazioni presenti nelle visite pastorali successive del 17° e del 18°, la prima descrizione sommaria fu pubblicata da Crescenzio Esperti nel 1775.

## Struttura e facciata
La chiesa sorge sul pendio in prossimità di un salto di quota. Sagrato e chiesa sono fondati in parte sul banco di tufo adagiato al calcare in parte su opere murarie di sostegno. Per accedere al sagrato e quindi alla chiesa bisogna salire una scala in pietra, alla cui testata sono un rocco di colonna romana ed una croce in pietra. Particolare insolito per Caserta è la presenza della cupola estradossata (cioè non mascherata da alcuna struttura di copertura a capriate o piana) della cappella del Rosario. 

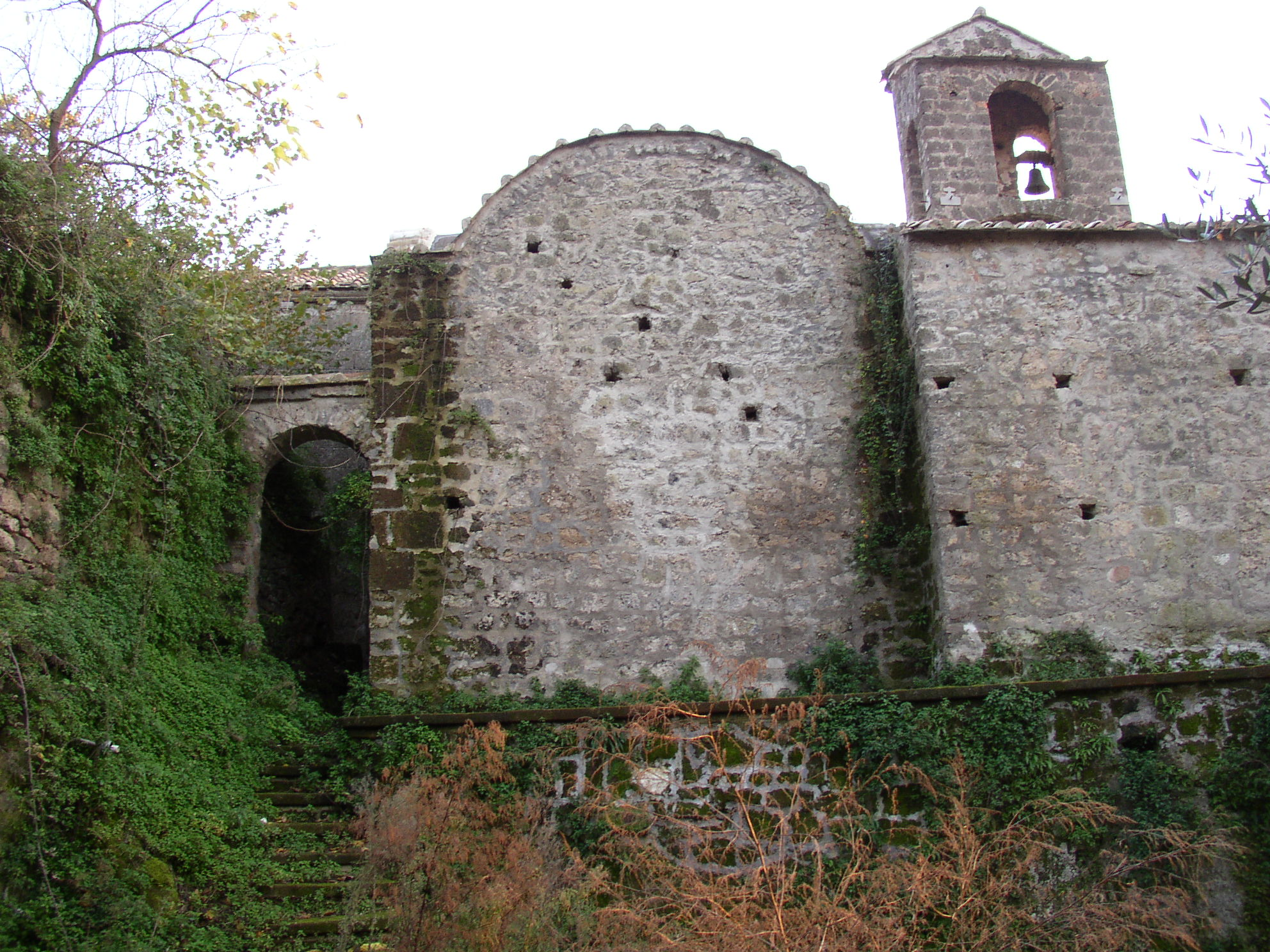
Prospetto laterale della chiesa di San Rufo in Piedimonte di Caserta.

L'edificio è costruito in blocchi di tufo (nei pressi è una storica cava). Sostanzialmente si tratta dell'edificio medievale originario, sebbene modificato. La facciata è a capanna ed è coronata da un timpano triangolare sorretto da mensole (peducci) in tufo in parte originari in parte realizzati successivamente.
Fino ai restauri intervenuti nell'estate del 2023, in facciata era visibile una cornice in tufo ad arco gotico di ampia campata che sporgeva dalla facciata e si poggiava su due mensole mutile in calcare (forse zoomorfe), rimosse. L'arco gotico inquadra il portale rettangolare di accesso. Un'altra porta, più piccola, dà accesso alle cappelle destre. Il campanile è apparentemente a vela, ma in effetti consta di una piccola cella a pianta rettangolare. Si eleva sulla parete esterna della sagrestia verso il sagrato.

## Interno
Contrariamente a quanto affermato da Esperti, la chiesa è a navata unica. La navata termina in una piccola abside. L'illusione erronea delle due navate è data dalla presenza di due cappelle laterali sul lato destro. Infatti, le cappelle sono del tipo cosiddetto "sfondato", cioè comunicano l'una con l'altra restituendo la suggestione di una ulteriore navata. Ciascuna ospita un altare. Un'altra cappella dedicata alla Madonna del Rosario si apre sulla parte sinistra; da questa si accede alla piccola sagrestia.

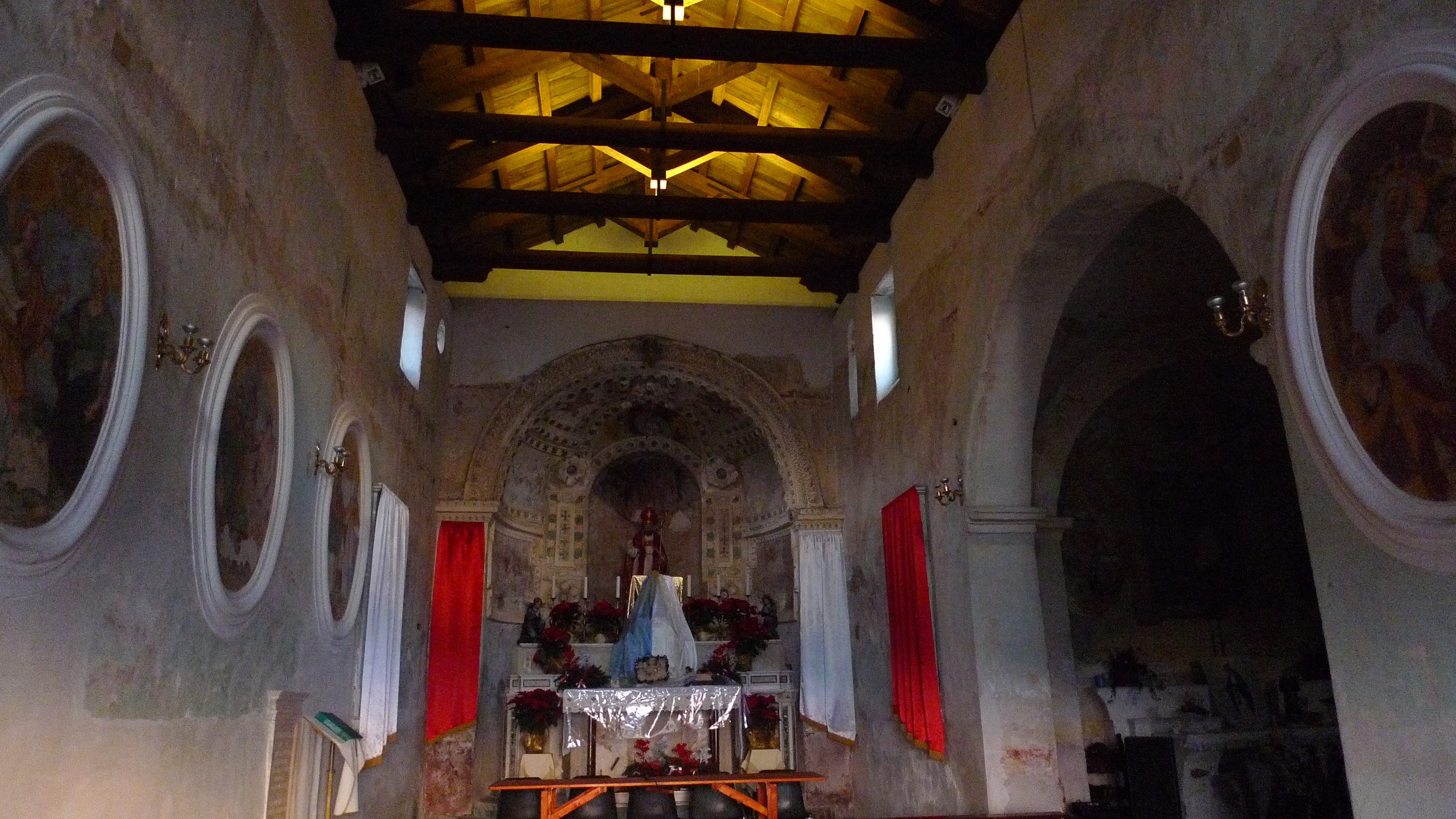
Interno della chiesa di San Rufo in Piedimonte di Caserta.

## Opere d’arte
Le decorazioni intervenute nel corso dei secoli hanno modificato l'aspetto medievale, specialmente nel secolo 1700. Resti di affreschi medievali, raffiguranti il panneggio di uno degli apostoli ed alcuni loro volti, sopravvivono sotto gli stucchi barocchi dell'abside. L'abside reca anche un affresco con l'Eterno padre datato al secolo 1600. Sulle pareti laterali ci sono altri affreschi in parte ricoperti dagli ovali a stucco e dagli affreschi realizzati nel secolo 1700 e successivamente modificati ulteriormente. Raffigurano la Vergine e san Giorgio, e possono datarsi alla prima metà del secolo 1400. 

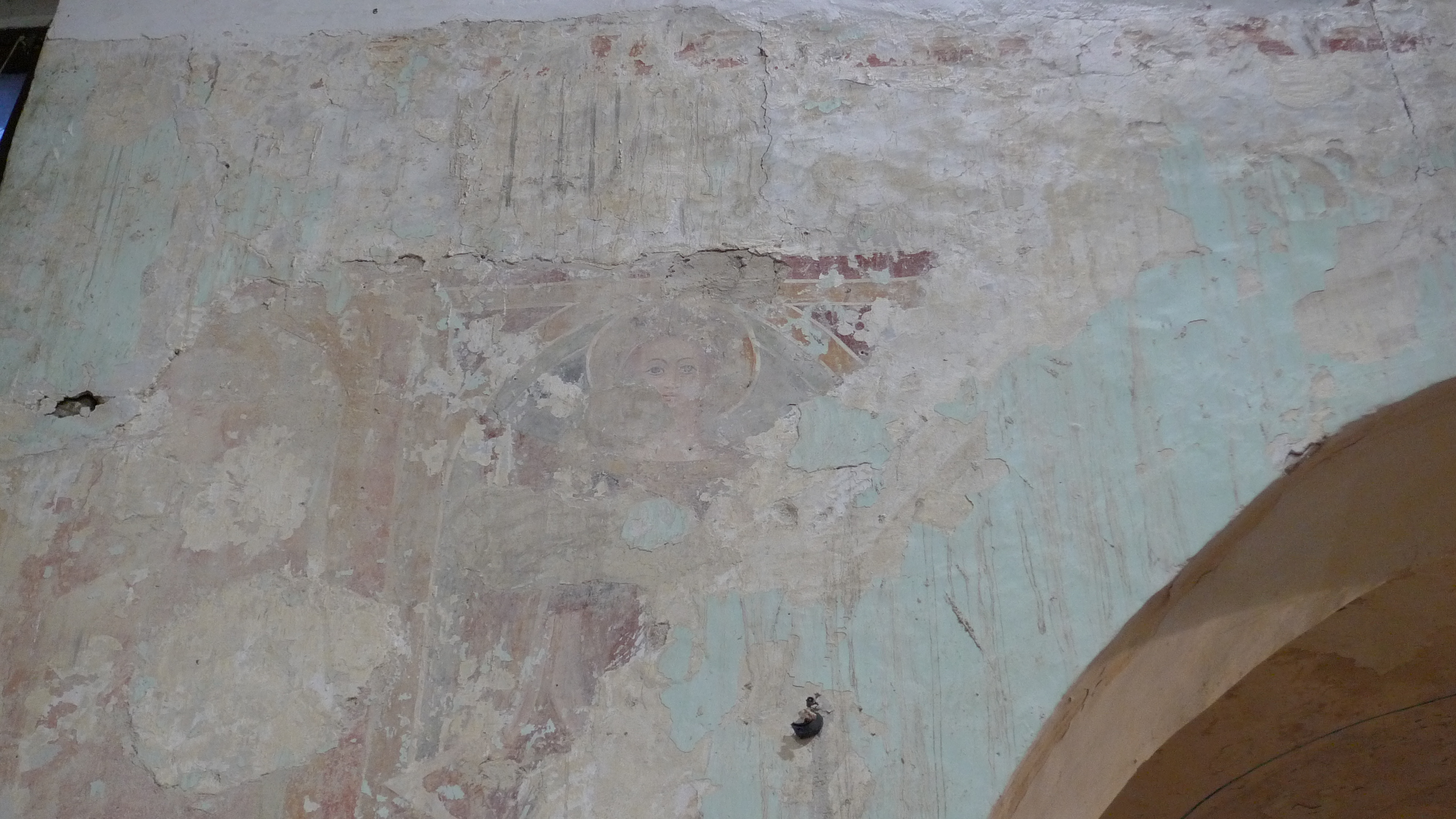
Affresco con la Vergine, chiesa di San Rufo in Piedimonte di Caserta.

Sulla parete destra in prossimità dell'altare maggiore è il cippo funerario in pietra di Francesco Alois e di sua moglie Isabella Caracciolo, di impronta antiquariale classica, del 1556. Lo stemma Alois - Caracciolo è nel plinto del cippo. Una lapide terragna in calcare è inserita al centro del pavimento della prima cappella destra e reca lo stemma degli Alois.
Del periodo della ristrutturazione decorativa settecentesca restano i pavimenti in maiolica della bottega Massa di Maddaloni voluti dal parroco Iannelli e datati 1777 e 1788, e l'altare (1772, mutilato da un furto). La seconda cappella destra reca stucchi e affreschi settecenteschi: il dipinto dell'altare è perduto. La cantoria in legno dipinto e dorato è anch'essa settecentesca. Coeva è la cassa dell'organo (lo strumento è in gran parte danneggiato e mancante).
La tela già sull'altare della cappella del Rosario è conservata per ragioni di tutela nella sagrestia della vicina chiesa di san Lorenzo martire in Casolla: raffigura la Madonna del Rosario con una cornice di 15 quadretti coi Misteri ed è opera di ambito meridionale databile ai primi decenni del 1600.